# Pomeranzen
Le Pomeranzen ou « pomeranzen bitter » est une liqueur amère qui doit son appellation aux oranges amères (fruits du bigaradier) qui en sont le constituant principal.
Cette liqueur, consommée essentiellement en Allemagne et aux Pays-Bas, est parfois appelée « élixir de longue vie ». On écrit également parfois improprement « pommerans ».
Pomeranze (et au pluriel Pomeranzen) signifie orange amère ou bigaradier.